# Gunnerus Ridge
Koordinaten: 67° 16′ S, 33° 16′ O
Gunnerus Ridge ist ein Tiefseerücken vor der Prinzessin-Ragnhild-Küste des ostantarktischen Königin-Maud-Lands.
Die Benennung wurde in internationaler Übereinkunft im Juni 1988 durch das US-amerikanische Advisory Committee on Undersea Features (ACUF) bestätigt.